# ییلوویشتی
ییلوویشتی (به چکی: Jíloviště) یک منطقهٔ مسکونی در جمهوری چک است که در ناحیه پراگ-غرب واقع شده‌است. ییلوویشتی ۱۳٫۹۹ کیلومتر مربع مساحت و ۶۳۰ نفر جمعیت دارد و ۳۵۳ متر بالاتر از سطح دریا واقع شده‌است.